# Zuidoost-Aziatisch kampioenschap voetbal 2007
Het eindtoernooi van de ASEAN voetbalkampioenschap 2007 werd georganiseerd door Thailand en Singapore van 12 januari 2007 tot en met 4 februari 2007 en de aangesloten leden van de Zuidoost-Aziatische voetbalbond deden mee. Dit was het laatste grote voetbalevenement dat in het nationale voetbalstadion van Singapore werd gehouden voor de renovatie.
Singapore verdedigde succesvol zijn titel op 4 februari 2007 na een 1-1 gelijkspel tegen Thailand in het Suphachalasai Stadium na een 3-2-overwinning over twee duels. De eerste wedstrijd, op 1 februari gespeeld, werd door Singapore gewonnen met 2-1 in het nationale voetbalstadion van Singapore.

## Kwalificatietoernooi
Het kwalificatietoernooi vond plaats in de Filipijnen tussen 12 november 2006 en 20 november 2006 voor de laagste landen van de ASEAN. De Filipijnen en Laos kwalificeerden zich en vergezelden Singapore, Thailand, Maleisië, Myanmar en Vietnam naar het ASEAN voetbalkampioenschap 2007
Stadion
| Bacolod            | · Bacolod |
| Panaad Stadium     | · Bacolod |
| Capaciteit: 20.000 | · Bacolod |
|                    | · Bacolod |

Eindstand
| Land       | Wed | Win | Gel | Ver | DV | DT | +/− | Pnt |
| ---------- | --- | --- | --- | --- | -- | -- | --- | --- |
| Laos       | 4   | 3   | 1   | 0   | 11 | 6  | +5  | 10  |
| Filipijnen | 4   | 3   | 0   | 1   | 13 | 3  | +10 | 9   |
| Cambodja   | 4   | 1   | 2   | 1   | 7  | 5  | +2  | 5   |
| Brunei     | 4   | 1   | 1   | 2   | 6  | 11 | –5  | 4   |
| Oost-Timor | 4   | 0   | 0   | 4   | 5  | 17 | –12 | 0   |

Wedstrijden
|                                                   |               |       |                                  |                                     |
| 12 november 2006 16:30 (UTC+8) «onderlinge duels» | Filipijnen    | 1 – 2 | Laos                             | Panaad Stadium, Bacolod, Filipijnen |
| 12 november 2006 16:30 (UTC+8) «onderlinge duels» | Greatwich 61' |       | Sisomephone 47' Phaphouvanin 49' | Panaad Stadium, Bacolod, Filipijnen |

|                                                   |                           |       |                    |                                     |
| 12 november 2006 19:00 (UTC+8) «onderlinge duels» | Brunei                    | 3 – 2 | Oost-Timor         | Panaad Stadium, Bacolod, Filipijnen |
| 12 november 2006 19:00 (UTC+8) «onderlinge duels» | Salleh 11' 70' Bujang 66' |       | Costa 33' Belo 77' | Panaad Stadium, Bacolod, Filipijnen |

|                                                   |                                                                                |       |            |                                     |
| 14 november 2006 16:30 (UTC+8) «onderlinge duels» | Filipijnen                                                                     | 7 – 0 | Oost-Timor | Panaad Stadium, Bacolod, Filipijnen |
| 14 november 2006 16:30 (UTC+8) «onderlinge duels» | P. Younghusband 22' 25' (pen.) 36' 69' Greatwich 27' Zerrudo 51' Caligdong 82' |       |            | Panaad Stadium, Bacolod, Filipijnen |

|                                                   |                          |       |                                |                                     |
| 14 november 2006 19:00 (UTC+8) «onderlinge duels» | Cambodja                 | 2 – 2 | Laos                           | Panaad Stadium, Bacolod, Filipijnen |
| 14 november 2006 19:00 (UTC+8) «onderlinge duels» | Vadhanak 50' Samchay 75' |       | Soukhavong 30' Sisomephone 35' | Panaad Stadium, Bacolod, Filipijnen |

|                                                   |                                                |       |                          |                                     |
| 16 november 2006 16:30 (UTC+8) «onderlinge duels» | Laos                                           | 3 – 2 | Oost-Timor               | Panaad Stadium, Bacolod, Filipijnen |
| 16 november 2006 16:30 (UTC+8) «onderlinge duels» | Xaysongkham 34' Phothilath 61' Phommapanya 90' |       | Ximenes 81' Da Costa 90' | Panaad Stadium, Bacolod, Filipijnen |

|                                                   |            |       |          |                                     |
| 16 november 2006 19:00 (UTC+8) «onderlinge duels» | Brunei     | 1 – 1 | Cambodja | Panaad Stadium, Bacolod, Filipijnen |
| 16 november 2006 19:00 (UTC+8) «onderlinge duels» | Bujang 90' |       | Nasa 79' | Panaad Stadium, Bacolod, Filipijnen |

|                                                   |                     |       |          |                                     |
| 18 november 2006 16:30 (UTC+8) «onderlinge duels» | Filipijnen          | 1 – 0 | Cambodja | Panaad Stadium, Bacolod, Filipijnen |
| 18 november 2006 16:30 (UTC+8) «onderlinge duels» | Borromeo 81' (pen.) |       |          | Panaad Stadium, Bacolod, Filipijnen |

|                                                   |                                                              |       |           |                                     |
| 18 november 2006 19:00 (UTC+8) «onderlinge duels» | Laos                                                         | 4 – 1 | Brunei    | Panaad Stadium, Bacolod, Filipijnen |
| 18 november 2006 19:00 (UTC+8) «onderlinge duels» | Saysongkham 6' Phaphouvanin 17' Leupvisay 43' Phothilath 55' |       | Wahit 20' | Panaad Stadium, Bacolod, Filipijnen |

|                                                   |                                                       |       |            |                                     |
| 20 november 2006 16:30 (UTC+8) «onderlinge duels» | Filipijnen                                            | 4 – 1 | Brunei     | Panaad Stadium, Bacolod, Filipijnen |
| 20 november 2006 16:30 (UTC+8) «onderlinge duels» | del Rosario 25' P. Younghusband 59' 90' Caligdong 73' |       | Ramlee 81' | Panaad Stadium, Bacolod, Filipijnen |

|                                                   |                                        |       |            |                                     |
| 20 november 2006 19:00 (UTC+8) «onderlinge duels» | Cambodja                               | 4 – 1 | Oost-Timor | Panaad Stadium, Bacolod, Filipijnen |
| 20 november 2006 19:00 (UTC+8) «onderlinge duels» | Samchay 37' Vadhanak 58' Rithy 82' 86' |       | Costa 63'  | Panaad Stadium, Bacolod, Filipijnen |

## Deelnemende landen
| Land                              | Deelname | Beste resultaat            |
| --------------------------------- | -------- | -------------------------- |
| Indonesië                         | 6e       | Tweede                     |
| Laos (kwalificatietoernooi)       | 6e       | Groepsfase                 |
| Maleisië                          | 6e       | Tweede                     |
| Myanmar                           | 6e       | Vierde                     |
| Filipijnen (kwalificatietoernooi) | 6e       | Groepsfase                 |
| Singapore                         | 6e       | Winnaar (1998, 2004)       |
| Thailand                          | 6e       | Winnaar (1996, 2000, 2002) |
| Vietnam                           | 6e       | Tweede                     |

## Stadions
| Bangkok ( Thailand)                                                        | Bangkok ( Thailand)                                    | Kallang ( Singapore)                                                    | Kallang ( Singapore)                             | Shah Alam ( Maleisië)                             | Hanoi ( Vietnam)                                          |
| -------------------------------------------------------------------------- | ------------------------------------------------------ | ----------------------------------------------------------------------- | ------------------------------------------------ | ------------------------------------------------- | --------------------------------------------------------- |
| Suphachalasaistadion Capaciteit: 35.000 Groepsfase, Halve finale en finale | Thai Army Sports Stadium Capaciteit: 20.000 Groepsfase | Nationaal Stadion Capaciteit: 55.000 Groepsfase, Halve finale en finale | Jalan Besar Stadion Capaciteit: 8.000 Groepsfase | Shah Alam Stadium Capaciteit: 80.372 Halve finale | Mỹ Đình Nationaal Stadion Capaciteit: 40.192 Halve finale |
|                                                                            |                                                        |                                                                         |                                                  |                                                   |                                                           |

## Groepsfase

### Groep A
| Land       | Wed | Win | Gel | Ver | DV | DT | +/− | Pnt |
| ---------- | --- | --- | --- | --- | -- | -- | --- | --- |
| Thailand   | 3   | 2   | 1   | 0   | 6  | 1  | +5  | 7   |
| Maleisië   | 3   | 1   | 1   | 1   | 4  | 1  | +3  | 4   |
| Myanmar    | 3   | 0   | 3   | 0   | 1  | 1  | 0   | 3   |
| Filipijnen | 3   | 0   | 1   | 2   | 0  | 8  | –8  | 1   |

|                                                  |                                               |       |            |                                                                                           |
| 12 januari 2007 16:30 (UTC+7) «onderlinge duels» | Maleisië                                      | 4 – 0 | Filipijnen | Suphachalasai Stadium, Bangkok Toeschouwers: 5.000 Scheidsrechter: Abbas Daud (Singapore) |
| 12 januari 2007 16:30 (UTC+7) «onderlinge duels» | Omar 9', 80' Yusof 16' del Rosario 69' (e.d.) |       |            | Suphachalasai Stadium, Bangkok Toeschouwers: 5.000 Scheidsrechter: Abbas Daud (Singapore) |

|                                                  |              |       |         |                                                                                           |
| 12 januari 2007 19:00 (UTC+7) «onderlinge duels» | Thailand     | 1 – 1 | Myanmar | Suphachalasai Stadium, Bangkok Toeschouwers: 15.000 Scheidsrechter: Matsuo Hajime (Japan) |
| 12 januari 2007 19:00 (UTC+7) «onderlinge duels» | Nutnum 90+4' |       | Win 25' | Suphachalasai Stadium, Bangkok Toeschouwers: 15.000 Scheidsrechter: Matsuo Hajime (Japan) |

|                                                  |          |       |         |                                                                                           |
| 14 januari 2007 16:30 (UTC+7) «onderlinge duels» | Maleisië | 0 – 0 | Myanmar | Suphachalasai Stadium, Bangkok Toeschouwers: 28.000 Scheidsrechter: Tri Minh Vo (Vietnam) |
| 14 januari 2007 16:30 (UTC+7) «onderlinge duels» |          |       |         | Suphachalasai Stadium, Bangkok Toeschouwers: 28.000 Scheidsrechter: Tri Minh Vo (Vietnam) |

|                                                  |                                              |       |            |                                                     |
| 14 januari 2007 19:00 (UTC+7) «onderlinge duels» | Thailand                                     | 4 – 0 | Filipijnen | Suphachalasai Stadium, Bangkok Toeschouwers: 30.000 |
| 14 januari 2007 19:00 (UTC+7) «onderlinge duels» | Chaikamdee 15', 28' Thonkanya 21' Samana 82' |       |            | Suphachalasai Stadium, Bangkok Toeschouwers: 30.000 |

|                                                  |         |       |            |                                                                                            |
| 16 januari 2007 19:00 (UTC+7) «onderlinge duels» | Myanmar | 0 – 0 | Filipijnen | Thai Army Sports Stadium, Bangkok Toeschouwers: 500 Scheidsrechter: Abbas Daud (Singapore) |
| 16 januari 2007 19:00 (UTC+7) «onderlinge duels» |         |       |            | Thai Army Sports Stadium, Bangkok Toeschouwers: 500 Scheidsrechter: Abbas Daud (Singapore) |

|                                                 |                |       |          |                                                                                           |
| 6 januari 2007 19:00 (UTC+7) «onderlinge duels» | Thailand       | 1 – 0 | Maleisië | Suphachalasai Stadium, Bangkok Toeschouwers: 25.000 Scheidsrechter: Matsuo Hajime (Japan) |
| 6 januari 2007 19:00 (UTC+7) «onderlinge duels» | Chaikamdee 47' |       |          | Suphachalasai Stadium, Bangkok Toeschouwers: 25.000 Scheidsrechter: Matsuo Hajime (Japan) |

### Groep B
| Land      | Wed | Win | Gel | Ver | DV | DT | +/− | Pnt |
| --------- | --- | --- | --- | --- | -- | -- | --- | --- |
| Singapore | 3   | 1   | 2   | 0   | 13 | 2  | +11 | 5   |
| Vietnam   | 3   | 1   | 2   | 0   | 10 | 1  | +9  | 5   |
| Indonesië | 3   | 1   | 2   | 0   | 6  | 4  | +3  | 5   |
| Laos      | 3   | 0   | 0   | 3   | 1  | 23 | –22 | 0   |

|                                                  |                          |       |                |                              |
| 13 januari 2007 17:30 (UTC+8) «onderlinge duels» | Indonesië                | 3 – 1 | Laos           | Nationaal Stadion, Singapore |
| 13 januari 2007 17:30 (UTC+8) «onderlinge duels» | Atep 51', 75' Sinaga 67' |       | Saysongkam 13' | Nationaal Stadion, Singapore |

|                                                  |           |       |         |                                                   |
| 13 januari 2007 20:00 (UTC+8) «onderlinge duels» | Singapore | 0 – 0 | Vietnam | Nationaal Stadion, Singapore Toeschouwers: 20.000 |
| 13 januari 2007 20:00 (UTC+8) «onderlinge duels» |           |       |         | Nationaal Stadion, Singapore Toeschouwers: 20.000 |

|                                                  |                  |       |             |                                                                                      |
| 15 januari 2007 17:30 (UTC+8) «onderlinge duels» | Vietnam          | 1 – 1 | Indonesië   | Nationaal Stadion, Singapore Toeschouwers: 4.500 Scheidsrechter: Shahbuddin (Brunei) |
| 15 januari 2007 17:30 (UTC+8) «onderlinge duels» | Supardi (OG) 34' |       | Sinaga 90+' | Nationaal Stadion, Singapore Toeschouwers: 4.500 Scheidsrechter: Shahbuddin (Brunei) |

|                                                  |                                                                                           |        |      |                                                                           |
| 15 januari 2007 20:00 (UTC+8) «onderlinge duels» | Singapore                                                                                 | 11 – 0 | Laos | Nationaal Stadion, Singapore Toeschouwers: 5.224 Scheidsrechter: Hla Tint |
| 15 januari 2007 20:00 (UTC+8) «onderlinge duels» | Ridhuan, 10' Alam Shah 11', 24', 60', 72', 76', 88', 90+2' Ishak 47' Amri 71' Dickson 78' |        |      | Nationaal Stadion, Singapore Toeschouwers: 5.224 Scheidsrechter: Hla Tint |

|                                                  |                                |       |                     |                                                                                       |
| 17 januari 2007 20:00 (UTC+8) «onderlinge duels» | Singapore                      | 2 – 2 | Indonesië           | Nationaal Stadion, Singapore Toeschouwers: 13.819 Scheidsrechter: Sananwai (Thailand) |
| 17 januari 2007 20:00 (UTC+8) «onderlinge duels» | Alam Shah 9' (pen.) Sahdan 52' |       | Kesuma 28' Arif 56' | Nationaal Stadion, Singapore Toeschouwers: 13.819 Scheidsrechter: Sananwai (Thailand) |

|                                                  |                                                                                              |       |      |                                                    |
| 17 januari 2007 20:00 (UTC+8) «onderlinge duels» | Vietnam                                                                                      | 9 – 0 | Laos | Jalan Besar Stadium, Singapore Toeschouwers: 1.005 |
| 17 januari 2007 20:00 (UTC+8) «onderlinge duels» | Lê Công Vinh 1', 28', 57' Phan Thanh Bình 30', 71' (pen.), 80', 84' Nguyễn Văn Biển 44', 89' |       |      | Jalan Besar Stadium, Singapore Toeschouwers: 1.005 |

## Knock-outfase
|  | Halve finale | Halve finale  | Halve finale | Halve finale | Halve finale |   |         | Finale    | Finale | Finale | Finale | Finale |
|  |              |               |              |              |              |   |         |           |        |        |        |        |
|  | A2           | Maleisië (4)  | 1            | 1            | 2            |   |         |           |        |        |        |        |
|  | B1           | Singapore (5) | 1            | 1            | 2            |   |         |           |        |        |        |        |
|  | B1           | Singapore (5) | 1            | 1            | 2            |   | H1      | Singapore | 2      | 1      | 3      |        |
|  |              |               |              |              |              |   | H1      | Singapore | 2      | 1      | 3      |        |
|  |              | H2            | Thailand     | 1            | 1            | 2 |         |           |        |        |        |        |
|  | B2           | H2            | Thailand     | 1            | 1            | 2 | Vietnam | 0         | 0      | 0      |        |        |
|  | B2           |               |              |              |              |   | Vietnam | 0         | 0      | 0      |        |        |
|  | A1           | Thailand      | 2            | 0            | 2            |   |         |           |        |        |        |        |

### Halve finale
In de halve finale en de finale werd gespeeld om de winst over twee wedstrijden. Bij een gelijke stand na twee wedstrijden telden uitdoelpunten niet dubbel, zoals vaak gebruikelijk is, maar werd verlengd. Indien de stand nog steeds gelijk was, volgden strafschoppen.
|                                                  |            |       |               |                                                   |
| 23 januari 2007 20:00 (UTC+8) «onderlinge duels» | Maleisië   | 1 – 1 | Singapore     | Shah Alam Stadium, Maleisië Toeschouwers:' 25.000 |
| 23 januari 2007 20:00 (UTC+8) «onderlinge duels» | Jaafar 58' |       | Alam Shah 73' | Shah Alam Stadium, Maleisië Toeschouwers:' 25.000 |

|                                                  |         |                            |          |                                                                                      |
| 24 januari 2007 19:00 (UTC+7) «onderlinge duels» | Vietnam | 0 – 2                      | Thailand | My Dinh Stadium, Vietnam Toeschouwers: 40.000 Scheidsrechter: Napitupulu (Indonesië) |
| 24 januari 2007 19:00 (UTC+7) «onderlinge duels» |         | Thonglao 27' Thonkanya 80' |          | My Dinh Stadium, Vietnam Toeschouwers: 40.000 Scheidsrechter: Napitupulu (Indonesië) |

|                                                  |             |                                  |                |                                                                                    |
| 27 januari 2007 20:00 (UTC+8) «onderlinge duels» | Singapore   | 1 – 1 (n.v.) Strafschoppen 5 – 4 | Maleisië       | National Stadium, Singapore Toeschouwers: 55.000 Scheidsrechter: Cheung (Hongkong) |
| 27 januari 2007 20:00 (UTC+8) «onderlinge duels» | Ridhuan 74' |                                  | Eddy Helmi 57' | National Stadium, Singapore Toeschouwers: 55.000 Scheidsrechter: Cheung (Hongkong) |

2 – 2 over 2 wedstrijden, Singapore wint na penalty's (5 – 4)
|                                                  |          |       |         |                                                                                |
| 28 januari 2007 19:00 (UTC+7) «onderlinge duels» | Thailand | 0 – 0 | Vietnam | Suphachalasai Stadium, Thailand Attendance: 35,000 Referee: Srinivasan (India) |
| 28 januari 2007 19:00 (UTC+7) «onderlinge duels» |          |       |         | Suphachalasai Stadium, Thailand Attendance: 35,000 Referee: Srinivasan (India) |

Thailand wint met 2 – 0 over 2 wedstrijden

### Finale
|                                                  |                                   |       |              |                                                                     |
| 31 januari 2007 20:00 (UTC+8) «onderlinge duels» | Singapore                         | 2 – 1 | Thailand     | National Stadium, Singapore Scheidsrechter: Ravichandran (Maleisië) |
| 31 januari 2007 20:00 (UTC+8) «onderlinge duels» | Alam Shah 17' Fahrudin 90' (pen.) |       | Thonkaya 50' | National Stadium, Singapore Scheidsrechter: Ravichandran (Maleisië) |

|                                                  |              |       |           |                                                                                             |
| 4 februari 2007 19:00 (UTC+7) «onderlinge duels» | Thailand     | 1 – 1 | Singapore | Suphachalasai Stadium, Thailand Toeschouwers: 30,000 Scheidsrechter: Napitupulu (Indonesië) |
| 4 februari 2007 19:00 (UTC+7) «onderlinge duels» | Thonkaya 37' |       | Amri 81'  | Suphachalasai Stadium, Thailand Toeschouwers: 30,000 Scheidsrechter: Napitupulu (Indonesië) |

Singapore wint met 3 – 2 over 2 wedstrijden 

### Prijzen
| Winnaar van het ASEAN-voetbalkampioenschap 2007 |
| ----------------------------------------------- |
|                                                 |
| Singapore derde titel                           |

| Meest Waardevolle Speler | Gouden schoen                                       |
| ------------------------ | --------------------------------------------------- |
| Mohd Noh Alam Shah       | Mohd Noh Alam Shah (10 doelpunten in 7 wedstrijden) |

## Toernooiranglijst
| Rank                              | Team       | Gsp | W | G | V | DV | DT | DS  |
| --------------------------------- | ---------- | --- | - | - | - | -- | -- | --- |
|                                   | Singapore  | 7   | 2 | 5 | 0 | 18 | 6  | +12 |
|                                   | Thailand   | 7   | 3 | 3 | 1 | 10 | 4  | +6  |
| Uitgeschakeld in de halve finales |            |     |   |   |   |    |    |     |
| 3                                 | Vietnam    | 5   | 1 | 3 | 1 | 10 | 3  | +7  |
| 4                                 | Maleisië   | 5   | 1 | 3 | 1 | 6  | 3  | +3  |
| Uitgeschakeld in de groepsfase    |            |     |   |   |   |    |    |     |
| 5                                 | Indonesië  | 3   | 1 | 2 | 0 | 6  | 4  | +2  |
| 6                                 | Birma      | 3   | 0 | 3 | 0 | 1  | 1  | 0   |
| 7                                 | Filipijnen | 3   | 0 | 1 | 2 | 0  | 8  | –8  |
| 8                                 | Laos       | 3   | 0 | 0 | 3 | 1  | 23 | –22 |

## Doelpuntenmakers
10 doelpunten
- Noh Alam Shah

4 doelpunten
- Pipat Thonkanya
- Phan Thanh Binh

3 doelpunten
- Sarayoot Chaikamdee
- Le Cong Vinh

2 doelpunten
- Atep
- Saktiawan Sinaga

- Hairuddin Omar
- Khairul Amri

- Muhammad Ridhuan
- Nguyen Van Bien

1  doelpunt
- Ilham Jaya Kesuma
- Zaenal Arief
- Sounthalay Saysoungkham
- Mohammad Hardi Jaafar

- Eddy Helmi Abdul Manan
- Mohd Nizaruddin Yusof
- Si Thu Win
- Sharil Ishak

- Itimi Dickson
- Indra Sahdan Daud
- Mustafic Fahrudin

Eigen doelpunten
- Supardi Nasir (tegen Vietnam)
- Anton del Rosario (tegen Maleisië)